# 上海广播电视台五星体育频道
上海广播电视台五星体育频道，现频道呼号为五星体育频道，是上海广播电视台的旗下频道。原先是上海有线电视台的旗下频道，开播于1993年12月12日，是上海地区唯一的一个全天播出体育节目的专业频道。此后原上海有线电视台撤并至上视和东视，并于2001年10月8日更名为上海电视台体育频道。现时该频道由上海广播电视台拥有，节目制作由五星体育传媒有限公司负责。

## 播出
该频道开播初期，台标一直出现在画面的左上端。其后，该频道会根据赛事或节目播出的具体情况，将台标移动到右上端，待节目结束后恢复至左上端。

## 播出事故
2011年9月11日，时值911事件10周年纪念日，2011赛季的F1意大利站正赛也于当日开赛，在正赛进行途中，五星体育转播的版本突然切到了BBC World News（BBC世界新闻台）的画面，此时该台正转播着911事件10周年的纪念仪式，五星体育的解说们也突然停顿了几秒，随后切回F1的直播画面，该播出事故在之后的重播版本中被剪去。

## 节目
五星体育频道节目涵盖日播新闻、赛事直播及回放、专题、棋牌、健身运动资讯等。其中《弈棋耍大牌》为本频道收视率最高的节目，收视率稳居同时段收视前三，每年有一万多人进入演播室打牌。该频道的F1赛事转播在中国大陆车迷中也有一定影响力。
以下为各档常规节目的正常播出时间，如有特殊安排则另行注明。
新闻类
- 体育速递（每周六、日12:00播出）[c]
- 体育新闻（一般于每天19:00播出）[d]
- 体育夜线（一般于每周一至周五21:30播出）[e]

专题类
- 五星足球（一般于每周一20:00播出）[f]
- G品篮球（一般于每周四19:30播出）[g]
- 西甲世界（每周五00:00）
- 超G竞彩（每周六、日17:30）
- IMBA五星电竞杂志（每周二至四23:00）[h]

棋牌类
- 弈棋耍大牌（2011年3月8日起播出[6]，每天18:00直播（首播）擂台赛，翌日11:00重播；每周一至周五22:00首播常规版，每天12:45重播）[i]
- 棋牌新教室（每周六、日14:00）

运动健身资讯类
- 亲爱的起床了（每周一至周五6:30首播，8:45重播）
- 阳光校园（每周五17:30）
- 运动不倒"问"（每周六14:30）
- 健身时代（每周日14:30播出完整版，每周一至周五10:00、12:00、14:00、16:00、21:55播出精选版）